# Nelly Furtado
Nelly Kim Furtado, född 2 december 1978 i Victoria i British Columbia, är en kanadensisk-portugisisk sångare och låtskrivare. Furtado slog igenom med låten I'm Like a Bird år 2001. Debutalbumet Whoa, Nelly! har hittills sålts i cirka 6 miljoner exemplar.
Singeln Maneater, som släpptes i slutet av maj 2006, placerade sig överst på Englandslistan. Furtado har även haft stora framgångar med låten Promiscuous, som hon har gjort tillsammans med den amerikanske rapparen Timbaland.
Nelly Furtado började sin yrkesbana med att vara tjänsteflicka men sysslade med musik vid sidan av. Hon säger själv att hon spelade olika musikinstrument och det hjälpte henne mycket. Hon lyssnade också mycket på U2 och Oasis.
Hon har arbetat som skådespelerska från bland annat tv-serien CSI:NY, där hon spelade rollen som en snattare som lyckas undgå upptäckt. Hon har också varit med i den portugisiska såpan Floribella.

## Biografi

### 2000–2002:Whoa, Nelly!
Nelly Furtado jobbade i många år med att bli upptäckt. När hon var liten framträdde hon i olika sorters "musikgrupper", och när hon träffade Gerald Eaton och Brian West gjorde de tillsammans albumet Whoa, Nelly!. Det släpptes i oktober år 2000. Nelly skrev och producerade majoriteten av låtarna på albumet. Den första singeln hette Party eller som den också kallades Party's Just Began (Again). Den blev inte så känd och det gjordes ingen musikvideo till låten. Den andra singeln hette I'm Like a Bird och blev mycket mer framgångsrik; det blev hennes genombrott.
Den tredje singeln hette Turn Off The Light och toppade också listorna. En musikvideo gjordes också. Den fjärde singeln hette ...On The Radio (Remember The Days); den femte singeln Hey, Man! släpptes bara i Storbritannien och i Tyskland och blev inte så framgångsrik. Den sjätte singeln Trynna Finda Way med hiphopkänsla släpptes bara i Mexiko. Albumet sålde i drygt 6 miljoner ex, världen över. Hon åkte även ut på sin första turné, Burn In The Spotlight tour.

### 2003–2005:Folklore
Den 25 november 2003 släppte Furtado sitt andra album Folklore. Den första singeln hette Powerless (Say What You Want) och var bland annat producerad av Trevor Horn som bland annat skrivit låtarna "All The Things She Said" och "Not Gonna Get Us" till Tatu och andra låtar på deras album 200 km/h in the Wrong Lane och Dangerous and Moving. Låten vann priset för "årets singel" (Single Of The Year) på Juno Awards.
Den andra singeln hette Try och är en popballad som enligt Furtado handlar om kärlek. Musikvideon gjordes av samma person som gjorde musikvideon till Turn Off the Light. Låten har också varit med i TV-serien Smallville. Det har också gjorts en spansk version av Try som heter Dar och släpptes år 2007 på extra-albumet Loose: Limited Summer Edition. Den tredje singeln från Folklore hette Força och var en fotbollssång. Furtado uppträdde på finalen i UEFA 2004, och Força var den officiella UEFA-sången år 2004. Från Folklore släpptes även singlarna Explode och The Grass is Green. Hon hade även en turné, Come As You Are. Albumet sålde i 2 miljoner ex världen över.

### 2006–2008:Loose
Efter Folklore började hon arbeta med producenten Timbaland, och deras första singel i Europa hette Maneater och blev en stor succé. Den andra singeln i Nordamerika och den andra i Europa hette Promiscuous, också känd som Promiscuous Girl. Den blev också en jättesuccé och i musikvideon är även Keri Hilson och Justin Timberlake med och dansar. Nelly sjunger den tillsammans med Timbaland och skrev den tillsammans med Attitude. Den tredje singel hette All Good Things (Come to an End). Nelly och Timbaland fick hjälp av Chris Martin från Coldplay. Musikvideon blev beskriven som "mjällig" av Entertainment Now. Den första singeln i Nordamerika var en remix av No Hay Igual, medverkande på den förutom Nelly var Calle 13. En annan singel som släpptes var Te Busqué som kom etta i Spanien men som inte har någon musikvideo. Te Busque är inte så populär i de flesta recensionerna som skrivs om Nelly Furtados album Loose. Den fjärde singeln hette Say It Right. Den blev skriven mitt i natten när Timbaland sa att Nelly skulle gå hem för att hon var trött, men då gick hon in i studion och började mixtra med rösten: "In The Day" och "In The Night". Nelly och Timbaland säger själv att det är deras favoritlåt på albumet. Singeln sålde ca 6 miljoner exemplar, lika mycket som hennes första album Whoa, Nelly!. Den femte singeln var In God's Hands och spelades bara några enstaka gånger. Den sjätte singeln var Do It. Musikvideon spelades in på hennes USA-tour i Detroit. Den spelades även upp i en mix på MTV Video Music Awards 2007. Med i mixen var Nelly Furtado med Do It. Timbaland, Sebastian (Tim Mosleys bror), D.O.E och Keri Hilson med The Way I Are, Justin Timberlake med Lovestoned/I Think That She Knows och Nelly Furtado, Timbaland (Tim Mosley) och Justin Timberlake med Give It To Me. Diddy sa att det skulle vara kvällens största framträdande och var det slutliga framträdandet. Uppträdde gjorde bland annat också Rihanna med Umbrella och Chris Brown med Wall To Wall. 
Nelly Furtado åkte också ut på turné, Get Loose: Tour. Albumet sålde i cirka 8 miljoner ex.

## Diskografi

### Studioalbum
- 2000 - Whoa, Nelly!
- 2003 - Folklore
- 2006 - Loose
- 2009 - Mi Plan
- 2012 - The Spirit Indestructible
- 2017 - The Ride
- 2024 - 7

### Singlar
- 2000 - "Party Just Begun (Again)”
- 2000 - "I'm Like a Bird"
- 2001 - "Turn Off The Light"
- 2001 - "Shit On The Radio (Remember The Days)"
- 2001 - "What's Going On" (med Various Artists)
- 2002 - "Hey, Man!"
- 2002 - "Breath" (med Swollen Members)
- 2002 - "Trynna Finda Way"
- 2002 - "Legend"
- 2002 - "Ching Ching" (med Ms. Jade & Timbaland)
- 2002 - "Fotografía" (med Juanes)
- 2003 - "Powerless (Say What You Want)"
- 2004 - "Try"
- 2004 - "Força"
- 2004 - "Explode"
- 2005 - "The Grass Is Green"
- 2005 - "Friendamine" (med Jelleestone)
- 2006 - "No Hay Igual" (med Calle 13)
- 2006 - "Maneater"
- 2006 - "Promiscuous" (med Timbaland)
- 2006 - "Say It Right"
- 2006 - "All Good Things (Come To An End)"
- 2007 - "Give It To Me" (med Justin Timberlake & Timbaland)
- 2007 - "In God's Hands"
- 2007 - "Do It"
- 2007 - "Do It" (med Missy Elliot)
- 2007 - "Te Busqué" (med Juanes)
- 2007 - "En Las Manos De Dios
- 2007 - "Lo Bueno Siempre Tiene Un Final
- 2008 - "Sexy Movimiento (remix)" (med Wisin & Yandel)
- 2008 - "Somebody To Love"
- 2008 - "Win or Lose" (med Zero Assoluto)
- 2008 - "Broken Strings" (med James Morrison)
- 2009 - "Manos al Aire"
- 2009 - "Jump" (Flo Rida)
- 2009 - "Morning After Dark" (med Timbaland och SoShy)
- 2009 - "Más"
- 2010 - "Who Wants To Be Alone" (med Tiësto)
- 2010 - "Bajo Otra Luz" (med Julieta Venegas och La Mala Rodrígues)
- 2010 - "Fuerte" (med Concha Buika)
- 2010 - "Hot N Fun" (med N.E.R.D.)
- 2010 - "Mother's Womb" (med The Game)
- 2012 - "Big Hoops (Bigger The Better)"
- 2016 - "Pipe Dreams"
- 2017 - "Cold Hard Truth"

## Filmografi
- 2007 - Loose: Mini DVD
- 2007 - Loose: The Concert

## Priser och utmärkelser
- 2007 - Bästa album (Loose) – MTV Europe Music Award[18]